# Kogi
Pour l'État du Nigéria, voir État de Kogi.
Les Kogis (koʊɡi), Koguis, ou Kagabas sont un peuple amérindien de Colombie.

## Histoire
Les Amérindiens Kogis (Koguis ou Kagabas) vivent depuis plus de 500 ans dans la Sierra Nevada de Santa Marta, principalement dans les vallées des ríos Don Diego, Palomino, San Miguel et dans le nord du Caraïbe colombien, sur un territoire qui s'étend du niveau de la mer à 0 à 5 770 mètres d'altitude. Leur langue est le kogui ou « kawguian » et appartient au complexe linguistique Chibcha, tout comme les langues des autres peuples de la Sierra Nevada.
Ils sont les descendants des Tayronas, qui furent repoussés dans les montagnes par les invasions des Karib vers la fin du premier millénaire.
En 2018, 16 000 kogis ont été recensés, principalement des agriculteurs possèdant quelques animaux, principalement des porcs et des vaches.
Subissant l'hostilité de groupes armés illégaux en Colombie et après le désarmement de mars 2018, le peuple kogi continue d'être victime d'agressions de la part de ces groupes.

## Économie

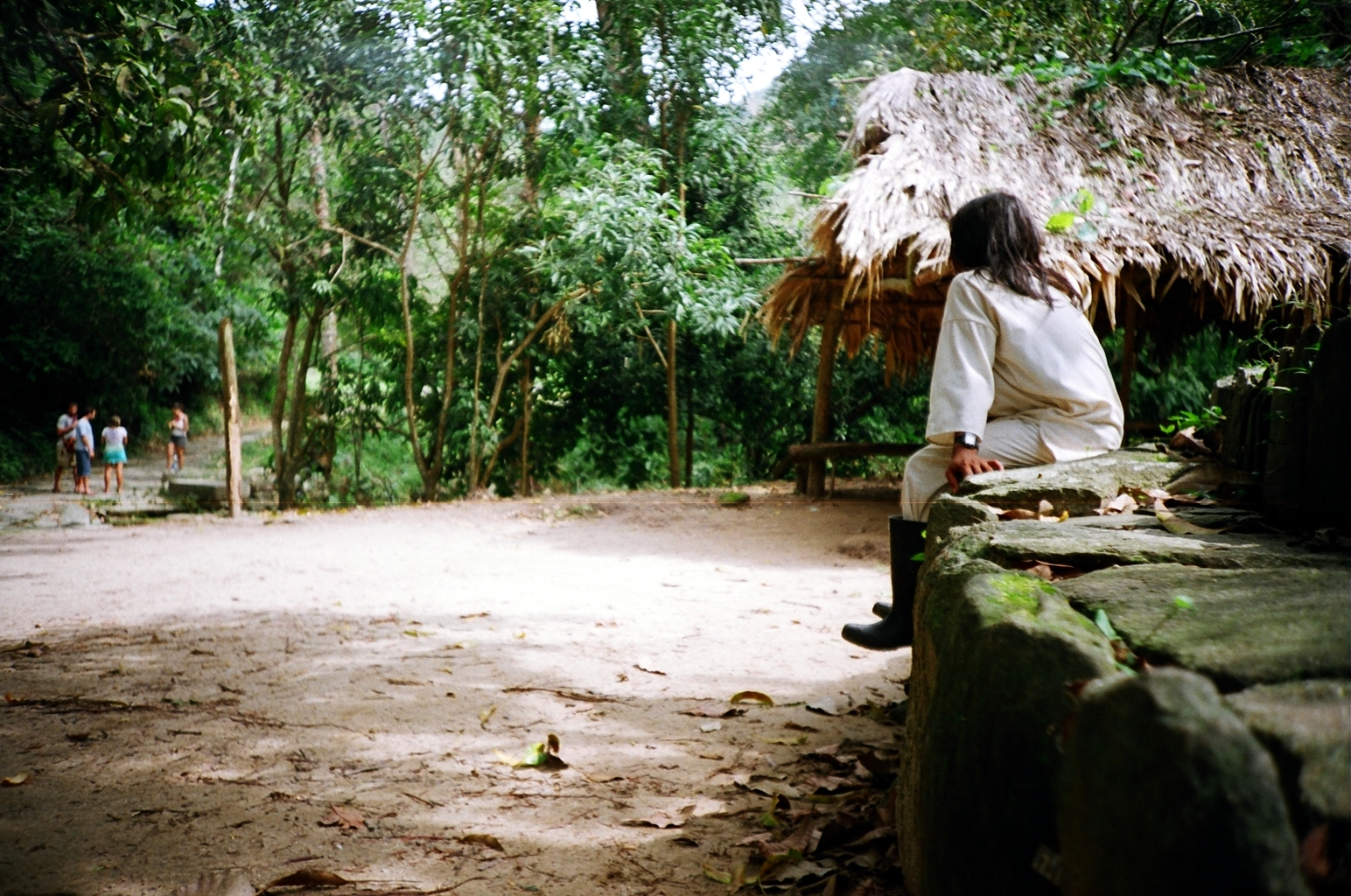
Un Kogi au premier plan regardant des touristes dans la Sierra Nevada de Santa Marta.

Les Amérindiens Kogis vivent quasiment en autarcie économique et intellectuelle. Seuls les villages les plus facilement accessibles ont des contacts réguliers avec l'État (écoles et services de santé). Certains membres de leur communauté, sur proposition de l'État colombien, vendent du café équitable, mais cette proposition a été rejetée par la majorité afin de se protéger du monde occidental industrialisé. L'État colombien a rarement tenu ses promesses de protection concernant leur espace. Ils sont aussi victimes de l'exploitation minière à grande échelle par d'importantes entreprises.

## Société
Les chamanes, ou plutôt les Mamos (autorités spirituelles masculines) et les Sagas (autorités spirituelles féminines) « disposant du savoir », sont considérés comme des conseillers suprêmes lors des choix importants que les Kogis doivent faire dans leur vie personnelle (mariage, culture, vie dans la communauté) et valident toute décision primordiale pour l'avenir des Kogis.
Selon le témoignage d'Éric Julien : 
"les chamanes, qui chez eux s’appellent des mamus pour les hommes et des sagas pour les femmes, sont éduqués dès la naissance strictement dans l’obscurité pendant des cycles de 9, 18 et parfois même 27 ans. C’est un apprentissage ascétique, pendant lequel ils ne peuvent voir la lumière du soleil. L’idée est d’éviter tout impact culturel sur la construction physiologique et psychologique de l’enfant."
Hormis les Mamos et Sagas, il n'y a pas de hiérarchie, chaque personne étant importante, ainsi celle qui coud a autant de valeur que celle qui écoute ou que celui qui cultive.
En dehors des décisions majeures qui nécessitent la consultation des Mamos et Sagas, toute décision n'est prise que lorsque chacun s'est exprimé, de l'enfant au vieillard. Les Kogis peuvent consacrer beaucoup de temps à la réflexion et aux longues discussions — qui ont souvent lieu durant la nuit — avant la prise d'une décision qui, parfois, demande jusqu'à trois semaines de pourparlers. En effet, une décision ne doit léser personne[source insuffisante] (Éric Julien, La mémoire des possibles).

### Spiritualité
Pour les indigènes vivant dans la Sierra Nevada de Santa Marta, ces montagnes représentent le « cœur du monde ». Ainsi, la Sierra Nevada de Santa Marta maintient l'équilibre spirituel et écologique de toute la planète. La mythologie des Amérindiens Kogis conte qu'ils sont les « frères aînés » de l'humanité. Les étrangers, en particulier ceux d'Occident, sont appelés les « petits frères ». Pour les Amérindiens Kogis, il existe des lois de l'origine basée autour de l'unité "Zhigoneshi". Selon eux la maladie, qu'elle soit de l'humain ou de la Terre (c'est-à-dire des dérèglements climatiques ou de la pollution de l'eau, de l'air par exemple) est due à l'oubli des lois primordiales de la nature, remplacées par les lois arbitraires et changeantes des "petits frères". Il est donc aujourd'hui question d'établir un échange, une discussion pour que les « petits frères » retrouvent les lois originelles et les mettent en pratique. Selon l'échange des Kogis avec Lucas Buchholz sur la technologie occidentale, « les petits frères » (occidentaux) sont faits pour construire des technologies, mais aujourd'hui ils doivent le faire selon les lois primordiales et non seulement leurs lois arbitraires,...
Leurs rituels et traditions sont caractérisés par un rapport très fort et très sensitif à la Terre. Ils se sentent encore de nos jours « gardiens de la Terre » qui est au cœur de leur culture. Ils peuvent, selon leurs dires, percevoir les lieux où la Terre est « vivante » et ceux où elle est morte. « … notre loi d'origine est née des principes spirituels qui ont donné naissance à la Terre Mère, Sé Nenulang. Elle et le Père Sezhankua, au moment de la création, ont laissé aux quatre peuples — Kagaba, Pebu (Arhuaco), Wiwa et Kalkuama — un ensemble de normes de vie. L'accomplissement parfait de ces règles dans le territoire est ce qui nous permet d'assurer notre permanence en tant que cultures différentes et la stabilité de tout le système de la nature[réf. nécessaire]. » Les Kogis fondent leur mode de vie sur la croyance de « Se », l'énergie spirituelle originelle qui contient la force et la connaissance pour créer tout et organiser le monde, de laquelle émergera le Père spirituel de l'origine (« Jate Se ») et la Mère spirituelle de l'origine (« Jaba Se »), leurs premières figures créatives qui engendreront à leur tour « Aluna », monde spirituel et de la pensée. La Terre Mère, Sé Nenulang, est considérée comme un corps humain, où les sommets enneigés représentent la tête ; les lagunes des páramo (plateaux semi-désertiques), le cœur ; les rivières sont les veines brisées ; les couches de terre, les muscles ; et les herbes, des poils. Les Kogis considèrent la terre comme un être vivant et voient les mineurs, les bâtisseurs et ceux qui polluent l'environnement comme des ennemis de la Grande Mère. Pour les Kogis, certains points spéciaux de l'univers matériel et en particulier de la Terre (les sites sacrés ou « eizhuamas ») sont interconnectés et connectés au monde spirituel par un réseau de fils invisibles (« Shikwa »), un peu comme les méridiens d'acupuncture en médecine chinoise. Un des rôles des Mamas et Sagas est de soigner ces « fils » et sites sacrés dont les interconnexions sont d'une incroyable complexité. Les Kogis pensent que la « ligne noire », un des fils qui délimite leur territoire et l'une des artères de la Terre Mère, est en péril, ce qui affaiblit la planète.
Les garçons deviennent adultes et commencent à consommer de la coca quand on leur remet leur poporo (objet symbolique de l'état d'adulte procréateur).

## Échanges avec l'Occident
Les Kogis ont aujourd'hui la volonté d'établir un dialogue avec la communauté occidentale, avec un but précis : la paix entre les humains et la nature. Ceci est rappelé lors de la conférence de 2023 qui s'est tenue à la Seine Musicale à Boulogne-Billancourt avec l'ambassadeur Kogi Arregoces Conchacala Zalabata.
Afin de mettre en lien leur connaissance du monde avec celles du monde occidental, notamment scientifique, l'association « Tchendukua, Ici et Ailleurs » organise un premier diagnostic croisé de santé territoriale en 2018 dans le Haut-Diois (Drôme, France) où 25 scientifiques et experts se regroupent avec 4 représentants Kagabas : 3 mamas, 1 saga. Le but est de comparer les résultats obtenus par les méthodes scientifiques occidentales avec celle des kagabas. Un second diagnostic territorial est organisé en 2023 dans la vallée du Rhône, de Genève à Lausanne en passant par Lyon ainsi que sur un site mégalithique corse. Le programme de l'association organisatrice regroupant ces diagnostics s'appelle Shikwakala, ce qui  signifie dans la culture Kagaba : « ces trames invisibles enveloppent entièrement la Terre d’Est en Ouest. Elles relient tous les êtres vivants et maintiennent l’harmonie de l’Univers. Ces relations soutiennent le monde ».
Lucas Buchholz, conférencier et auteur allemand, a été invité par le peuple Kagaba pour que Lucas écrive un livre « Kogi : leçons spirituelles d'un peuple premier » (2022) sur leurs lois spirituelles, avec notamment une réflexion finale sur la technologie occidentale et comment l'échange entre les Kagabas et l'Occident pourrait améliorer la manière dont nous concevons notre technologie, en la rendant notamment compatible avec une spiritualité respectant les lois primordiales de la nature selon les Kagabas.
En 2018, Thomas Pesquet et Frédéric Lopez se rendent chez le Kogis dans le cadre de l'émission « Rendez-vous en Terre Inconnue ». Grâce à cette émission et à l'appel aux dons, plus de 215 000 €  (avec 3700 donateurs) ont été récoltés afin de financer le rachat des terres Kogis (autrefois perdues notamment par la colonisation).

## Soutiens
Plusieurs organisations non gouvernementales soutiennent les Kogis et contribuent à porter leur message. On peut notamment citer l'association française « Tchendukua, Ici et Ailleurs », créée à la fin des années 1990 pour racheter les terres volées aux Kogis et les leur restituer, l'ONG « La Semilla » qui contribue à la reconnaissance, la préservation et la diffusion de la culture Kogi et l'association « Tayrona Heritage Trust » créée par Alan Ereira (en), réalisateur des documentaires From the hearth of the world et Aluna (en)[réf. non conforme]. L'association qui les représente légalement en Colombie est « Gonawindúa », appartenant au Resguardo Kogi Malayo Arhuaco, reconnue par l'association des réserves indigènes de la Colombie et l'État colombien,.

## Galerie

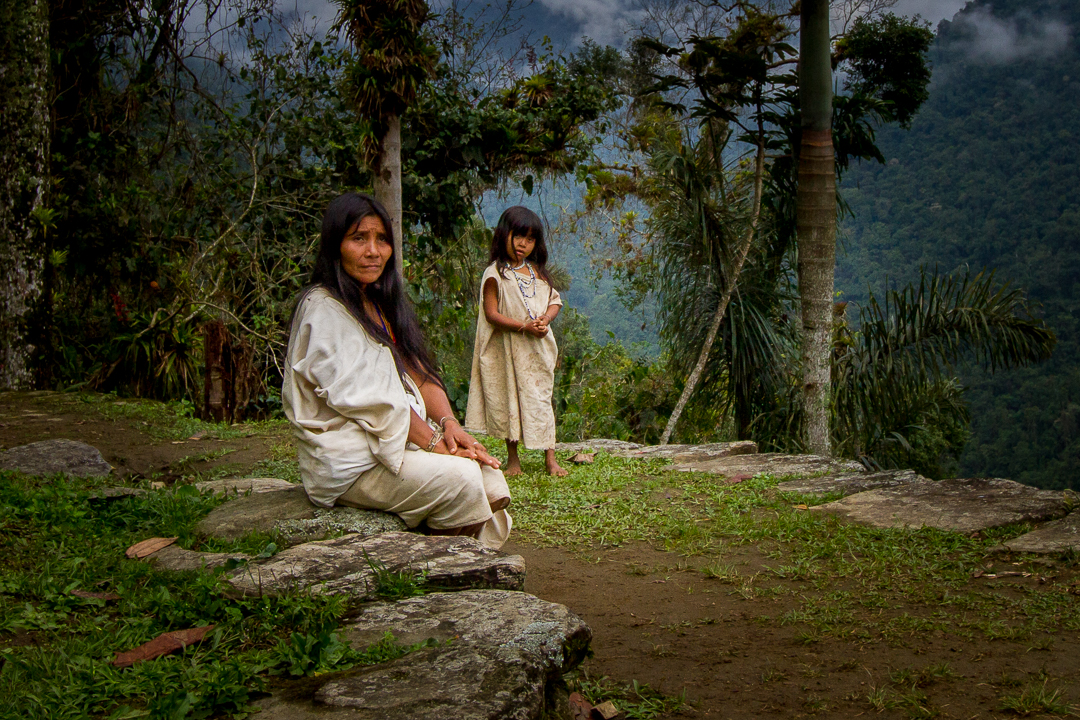
Une femme et un enfant Kogi dans la Ciudad Perdida (Colombie).
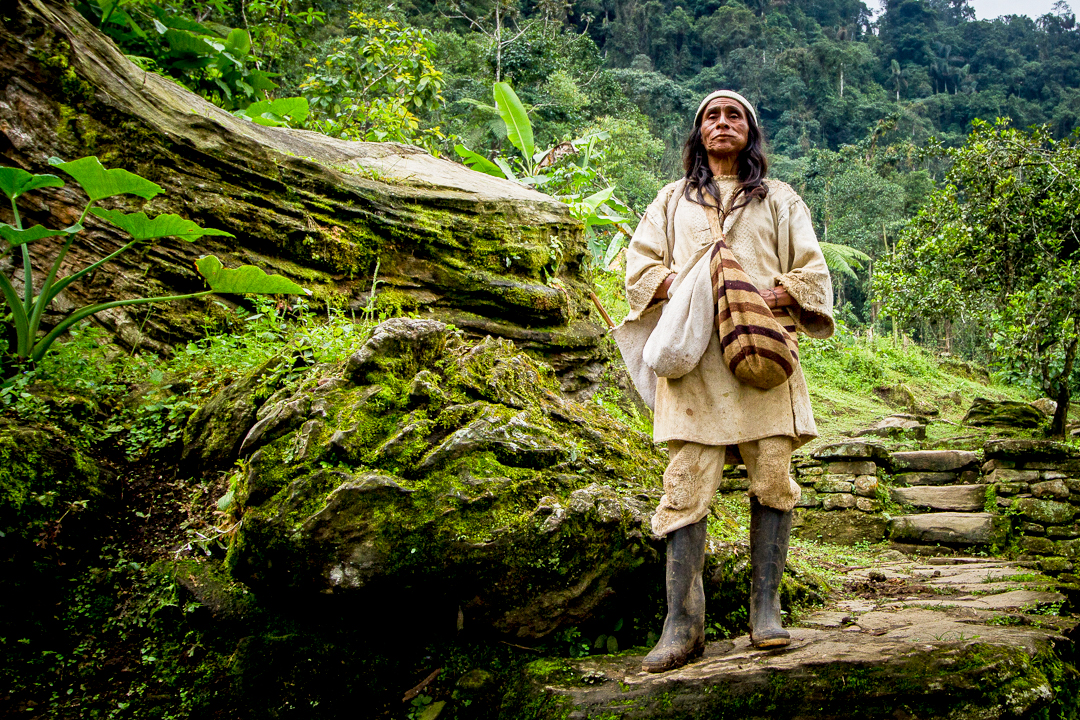
Shaman Kogi dans la Ciudad Perdida (Colombie).
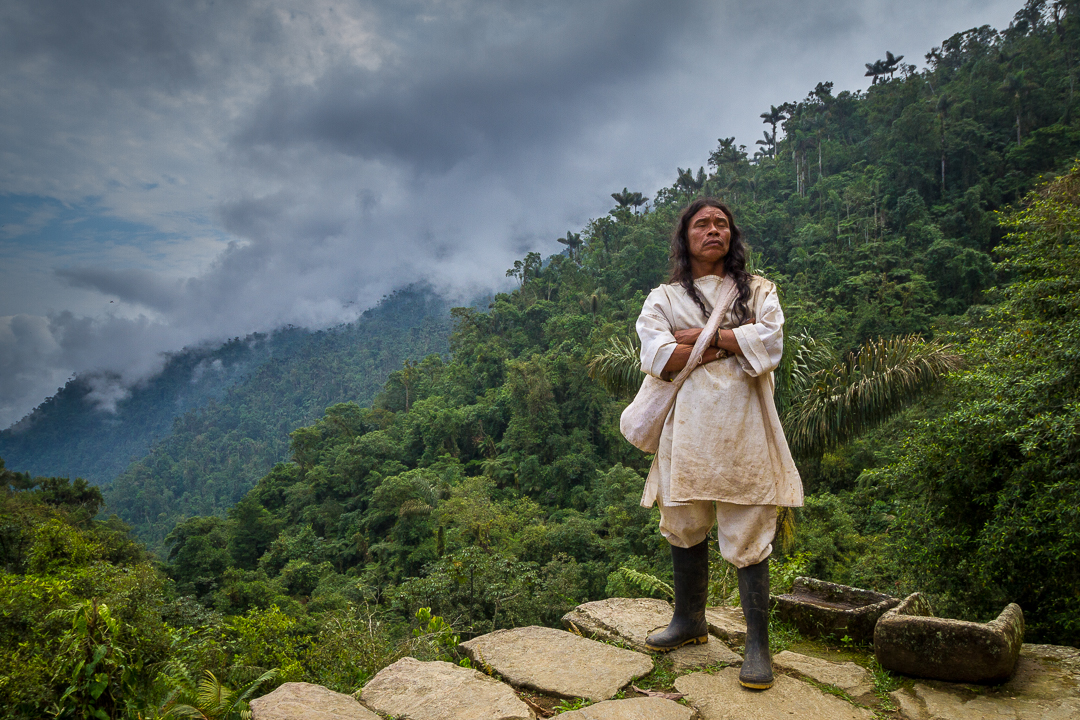
Homme Kogi.

### Vidéographie
- Kogis, le message des derniers hommes (2005), film documentaire réalisé par Éric Julien.
- Le chemin des neuf mondes, film documentaire réalisé par Éric Julien.
- Kogis or not Kogis (2010), film documentaire diffusé sur France 2.
- (es) Aluna (en) (La vida no existe sin pensamiento) (2014), film documentaire réalisé par Alan Ereira (en).
- Rendez-vous en Terre Inconnue, avec Thomas Pesquet, décembre 2018 sur France 2.